# 中西秀彦
中西 秀彦（なかにし ひでひこ、1956年7月7日 - ）は日本の企業経営者、情報社会学者、電子書籍研究者。
通称「京都の若旦那」

## 人物概要

### 来歴
京都府出身。1980年に京都大学文学部心理学科を卒業。SFファン活動を行い、京都大学SF研究会、小松左京研究会、星群などに所属していた。専門は印刷文化史、情報社会論。その後民間のマーケティング会社を経て1985年に父である中西亮が経営する中西印刷に入社。2016年から同社代表取締役社長。
ニフティーサーブのフォーラム（「文字情報と印刷・DTPフォーラム」）では「京都の若旦那」というハンドルネームで印刷会社の若旦那が活版印刷から電子組版印刷に切り替えに悪戦苦闘する日記を綴った。
2002年から大谷大学の非常勤講師を務めるなど積極的に印刷関係の場に参加している。2013年3月21日、大阪市立大学から博士の学位を授与（対象となった論文は「学術出版の技術変遷論考」）。2010年には「今日、うちみたいな中小企業に「東大法学部卒業・早稲田法科大学院卒」という人から新卒で応募があった。司法試験おちたのかな。もちろん、書類選考で落としました。なんとなく優越感。」とTwitter上で発言し、話題を集めた。

### 主な役職
- 中西印刷株式会社代表取締役社長
- 京都府印刷工業組合副理事長
- 日本出版学会副会長
- 大谷大学非常勤講師
- 同志社女子大学嘱託講師
- 学術情報XML推進協議会会長
- ドキュメントサービスフォーラム初代会長
- 2008年度国立国会図書館電子書籍調査研究会委員

### 著書
- 『活字が消えた日』（晶文社 1994)
- 『印刷はどこへ行くのか』（晶文社 1997)
- 『印刷屋の若旦那コンピュータ奮闘記』（印刷学会出版部 1998)
- 『印刷屋の若旦那コンピュータ奮闘記Part2』（印刷学会出版部 2002)
- 『本は変わる！ 印刷情報文化論』（東京創元社 2003)
- 『活字のない印刷屋 －デジタルとITと－』（印刷学会出版部 2006)
- 『我、電子書籍の抵抗勢力たらんと欲す』（印刷学会出版部 2010)
- 『学術出版の技術変遷論考』(印刷学会出版部 2011)
- 『電子書籍は本の夢を見るか 本の未来と印刷の行方』（印刷学会出版部 2015)
- 『スマート老人の逆襲: 還暦印刷屋の電子書籍&IT奮闘記』（印刷学会出版部 2020）